# سانتو تومي
بلدية سانتو تومي (بالإسبانية: Santo Tomé) هي بلدية تقع في مقاطعة خاين التابعة لمنطقة أندلوسيا جنوب إسبانيا.

## الديموغرافيا
بلغ عدد سكان بلدية سانتو تومي 2.483 نسمة عام 2011 (وفقاً للمعهد الوطني للإحصاء الإسباني).
| 019 | 459 | 173 | 973 | 887 | 833 | 2.483 |

## أعلام
- ماورو دوس سانتوس
- خوان رامون روتشا